# Circandra
Circandra é um género botânico pertencente à família Aizoaceae.

## Espécies
- Circandra serrata